# Medalla de la Segona Campanya de Nicaragua
La Medalla de la Segona Campanya de Nicaragua (anglès: Second Nicaraguan Campaign Medal) és una medalla de campanya de la Marina dels Estats Units que va ser autoritzada per una llei del Congrés dels Estats Units el 8 de novembre de 1929. La Segona Medalla de la Campanya de Nicaragua va ser atorgada pel servei durant les operacions a Nicaragua de 1926 a 1933, durant el Guerra civil de Nicaragua i la posterior ocupació. Una medalla de campanya anterior, la Medalla de la Campanya de Nicaragua, va ser atorgada pel servei a Nicaragua el 1912.

## Història
La Segona Medalla de la Campanya de Nicaragua va ser creada per les Ordres Generals 197 del Departament de Marina i aprovada pel Congrés per reconèixer la participació del personal de la Marina i el Cos de Marines en les operacions navals a Nicaragua entre el 27 d'agost de 1926 i el 2 de gener de 1933.

## Criteris
Per rebre la Segona Medalla de la Campanya de Nicaragua, un membre del servei ha d'haver servit a terra durant el període especificat o en un vaixell dels Estats Units, o com a mariner embarcat, a les aigües o territori terrestre de Nicaragua durant les dates esmentades.
La Segona Medalla de la Campanya de Nicaragua es va considerar un guardó separat de la primera versió de la medalla i la normativa de la Marina permetia rebre i portar ambdues medalles, si així ho autoritzava. El contraalmirall W. H. H. Southerland, que havia estat al comandament general de les dues campanyes de Nicaragua, va ser el primer destinatari de les dues versions de la Medalla de la Campanya de Nicaragua.

### Vaixells elegibles
Les tripulacions dels següents vaixells van rebre la Segona Medalla de la Campanya de Nicaragua pel servei durant els períodes assenyalats:
| Vaixell               | Dates | Vaixell             | Dates |
| --------------------- | --- | ------------------- | --- |
| USS Asheville         | 5–12 d'agost de 1929 26 de desembre de 1929 7-9 de febrer de 1930 31 de gener-3 de març de 1931 13 de maig-17 de juny de 1931 | USS Bainbridge      | 26 d'abril -4 de juny de 1927 |
| USS Barker            | 10 de gener de 27 13-31 de gener de 1927 | USS Barry           | 19–30 de desembre de 1926 2-9 de gener de 1927 |
| USS Borie             | 9–18 de gener de 1927 24 de gener-15 de març de 1927 | USS Brooks          | 18–21 de desembre de 1926 |
| USS Cincinnati        | 11 de gener de 1927 14-27 de gener de 1927 | USS Coghlan         | 18 de febrer-21 de març de 1927 |
| USS Cleveland         | 12 de desembre de 1926 – 17 de gener de 1927 21 de gener-22 de març de 1927 28 de març-24 de maig de 1927 20 de maig-7 de juny de 1927 18 de juny de 1927 – 21 de juliol de 1927 4-24 d'agost de 1927 16-19 de setembre de 1927 23 de setembre-1 d'octubre de 1927 11-14 d'octubre de 1927 28 d'octubre-20 de novembre de 1927 24 de març-24 d'abril de 1928 29 d'abril de 1928 15 de maig-14 de juny de 1928 11 de juliol de 1928 23-26 de juliol de 1928 31 de juliol de 1928 – 8 d'agost de 1928 25 d'agost de 1928 – 22 de setembre de 1928 4-15 d'octubre de 1928 20 d'octubre de 1928 3-8 de novembre de 1928 19-21 de maig de 1929 27 de juny-2 d'agost de 1929 | USS Denver          | 18 de setembre de 1926 25 de setembre-16 de novembre de 1926 27 de novembre de 1926-13 de gener de 1927 17 de gener-20 de març de 1927 26 de març-30 de maig de 1927 2-29 de juny de 1927 15 de juliol-13 d'agost de 1927 24 d'agost-6 de setembre de 1927 29 de desembre de 1927-12 de gener de 1928 21-22 de gener de 1928 29 de gener-19 de febrer de 1928 5-28 de març de 1928 9 d'abril-15 de maig de 1928 17 de juny-22 de juliol de 1928 8-12 d'agost de 1928 25-28 d'agost de 1928 6-14 de desembre de 1928 1-4 de gener de 1929 16-21 de gener de 1929 11-14 d'abril de 1929 9 d'agost de 1929 16 d'agost-30 de setembre de 1929 27-28 de novembre de 1929 29 de març-31 de maig de 1930 22 d'abril-7 de maig de 1930 5 de setembre-10 d'octubre de 1930 |
| USS Detroit           | 23 de març-17 d'abril de 1927 | USS John D. Edwards | 9 de gener de 1927 17-27 de gener de 1927 31 de gener-3 de febrer de 1927 7-13 de febrer de 1927 |
| USS Flusser           | 24 d'abril-19 de maig de 1927 23 de maig-12 de juny de 1927 | USS Galveston       | 27 d'agost-1 de novembre de 1926 13 de novembre-7 de desembre de 1926 10-27 de desembre de 1926 5 de gener-22 de febrer de 1927 4 de març-20 d'abril de 1927 30 d'abril de 27-18 de juny de 27 26 de setembre de 27-13 d'octubre de 27 6 de novembre de 27-20 de novembre de 27 2 de desembre de 27-30 de desembre de 27 8 de gener de 28-23 de gener de 28 26 de febrer de 28-31 de març de 28 4 d'abril de 28-11 d'abril de 28 30 d'abril de 28 15 de maig de 28-18 de juny de 28 26 de setembre de 28-19 d'octubre de 28 2 de novembre de 28-15 de novembre de 28 18 de febrer de 29-19 de febrer de 29 18 d'abril de 29-19 d'abril de 29 2 de juny de 29-27 de juny de 29 2 Aug 29-04 Aug 29 5 d'abril de 30-22 d'abril de 30                                 |
| USS Gilmer            | 25 de setembre-7 d'octubre de 1926 11-30 d'octubre de 1926 | USS Goff            | 15 de gener-11 de febrer de 1927 |
| USS Hatfield          | 13–27 de febrer de 1927 3-21 de març de 1927 | USS Henderson       | 7–26 de març de 1927 |
| USS Humphreys         | 21–22 de novembre de 1926 | USS Reuben James    | 21 de gener-15 de març de 1927 |
| USS Kane              | 19 de març-4 d'abril de 1927 24 d'abril de 1927 | USS Kidder          | 13–27 de juny de 1927 |
| USS King              | 26 d'abril-3 de maig de 1927 7 de maig-9 de juny de 1927 | USS La Vallette     | 13–23 de juny de 1927 |
| USS Lawrence          | 13 de febrer-11 de març de 1927 14-21 de març de 1927 | USS Litchfield      | 23 de juny-10 de juliol de 1927 31 de juliol de 1927 |
| USS Marblehead        | 11–29 de gener de 1927 | USS Marcus          | 11–13 d'agost de 1927 |
| USS McFarland         | 19 de març-8 d'abril de 1927 12-24 d'abril de 1927 | USS Melvin          | 25 de juny-18 de juliol de 1927 |
| USS Memphis           | 26 d'octubre-8 de novembre de 1932 | USS Mervine         | 26 de juny de 27 9-20 de juliol de 1927 |
| USS Milwaukee         | 29 de gener-8 de febrer de 1927 11-15 de febrer de 1927 19 de febrer-2 de maig de 1927 2-4 de juny de 1927 9-13 de juny de 1927 | USS Mullany         | 30 de juliol-13 d'agost de 1927 |
| USS Osborne           | 11–16 de gener de 1927 | USS Overton         | 30 d'agost-13 de setembre de 1932 |
| USS James K. Paulding | 1–13 de novembre de 1926 16-19 de novembre de 1926 19-29 de març de 1927 3-24 d'abril de 1927 | USS Philip          | 31 de gener-9 de febrer de 1932 8-11 d'abril de 1932 30 d'abril de 1932 |
| USS Preston           | 29 d'abril-10 de maig de 1927 15 de maig-3 de juny de 1927 7-13 de juny de 1927 | USS Quail           | 27 de desembre de 1927 – 31 de gener de 1928 9-12 de febrer de 1927 |
| USS Raleigh           | 5 de febrer-23 de març de 1927 | USS Reed            | 24 d'abril-22 de maig de 1927 26 de maig-12 de juny de 1927 |
| USS Rochester         | 21 de gener-15 de març de 1927 12-25 de juny de 1927 16 de juliol-9 d'agost de 1927 31 d'agost-6 d'octubre de 1926 15 d'octubre-9 de desembre de 1926 22 de desembre de 1926-20 de gener de 1927 27 de gener-1 de febrer de 1927 21-24 de juliol de 1927 2-5 d'agost de 1927 10-11 d'octubre de 1927 6-7 de novembre de 1927 7 de gener-1 de febrer de 1928 16 de febrer-15 de març de 1928 24 de març-7 d'abril de 1928 28-31 de maig de 1928 27-30 de juny de 1928 8-18 de juliol de 1928 21 de juliol-25 d'agost de 1928 22-27 de setembre de 1928 19 d'octubre-27 de novembre de 1928 31 de desembre de 1928-7 de gener de 1929 4-11 de febrer de 1929 13-18 de juliol de 1929 25 de novembre-19 de desembre de 1929 9 d'octubre-16 de novembre de 1930 3-14 d'abril de 1931 | USS Sacramento      | 16–27 de març de 1929 2-4 de juny de 1929 22-24 de setembre de 1929 14-24 de març de 1930 3-31 de gener de 1931 17 d'abril-13 de maig de 1931 14 d'agost-11 de setembre de 1931 |
| USS Selfridge         | 18 de juny-17 de juliol de 1927 23-26 de juliol de 1927 | USS Shirk           | 2–23 de juliol de 1927 |
| USS Sloat             | 25 de juny-9 de juliol de 1927 22 de juliol-8 d'agost de 27 | USS Robert Smith    | 12–25 de juny de 1927 16 de juliol-9 d'agost de 1927 |
| USS Sturtevant        | 19 de setembre-4 d'octubre de 1932 | USS Smith Thompson  | 25–30 de setembre de 1926 3 d'octubre-1 de novembre de 1926 11-16 de gener de 1927 |
| USS Tracy             | 22 de novembre-18 de desembre de 1926 15 de març-26 d'abril de 1927 | USS Trenton         | 17 d'abril-16 de maig de 1927 |
| USS Tulsa             | 29 d'agost-28 de setembre de 1926 7-8 d'octubre de 1926 12-16 d'octubre de 1926 1 de novembre-14 de desembre de 1926 3 de març-30 d'abril de 1926 7 de maig-19 de juliol de 1927 13 d'agost-24 de setembre de 1927 14 d'octubre-7 de novembre de 1927 30 de novembre-20 de desembre de 1927 6 Jan-16 de febrer de 1928 10 de març de 1928 14 de juny-2 de juliol de 1928 7-11 de juliol de 1928 21-25 de juliol de 1928 7-21 d'agost de 1928 31 d'agost-16 de setembre de 1928 28 de setembre-4 d'octubre de 1928 18 de novembre-9 de desembre de 1928 | USS Whipple         | 22 de novembre de 26 5-7 de desembre de 1926 9-19 de desembre de 1926 15 de març-27 d'abril de 1927 |
| USS Wickes            | 30 de gener-9 de febrer de 1932 | USS Williamson      | 15–29 de gener de 1927 2-18 de febrer de 1927 |
| USS Wood              | 27 de juny-16 de juliol de 1927 | USS Yarborough      | 12–18 de juny de 1927 8 de juliol-5 d'agost de 1927 |

## Disseny
La Segona Medalla de la Campanya de Nicaragua va aparèixer com una medalla suspesa d'un llaç vermell amb diverses ratlles blanques. La medalla mostrava una dona (que representava a Columbia), armada amb una espasa, que defensava altres dues figures amb una capa. La medalla portava les paraules Second Nicaraguan Campaign ("Segona Campanya de Nicaragua") amb les dates 1926 – 1930 mostrades a les vores de la medalla (tot i que la medalla va ser autoritzada fins a 1933).
No es va autoritzar cap accessori o dispositiu de cintes.